# ناران، پاکستان
ناران (به انگلیسی: Naran) یک منطقهٔ مسکونی در پاکستان است که در ناحیه مانسهره واقع شده‌است. ناران ۲٬۴۰۹ متر بالاتر از سطح دریا واقع شده‌است.